# 聯邦星艦企業號 (NCC-1701-C)
聯邦星艦企業號，NCC-1701-C，或进取号-C（USS Enterprise (NCC-1701-C)，或）是一艘出現於科幻电视剧集《星际旅行：下一代》“昨日的进取号”中的虚构星艦。這艦大使級的星艦由雷切尔·加勒特上校指揮，是星際聯邦創立以來第四艘以「企業號」命名的星艦。在企業號-D的會議室裏也陈放着企業號-C的模型，不過其造型與「昨日的进取号」一集中用作拍攝的模型有細微的差別。

## 历史
据《〈星际旅行：下一代〉技术指南》介绍，进取号-C建造于地球的麦金利星站。据非正史的《星际旅行：失落时代》（The Lost Era）小说介绍，进取号-C在加勒特上校的指挥下于2332年首航。
在2344年，罗慕伦人袭击了克林贡人位于纳伦德拉III星的前哨站；进取号回应了前哨站的求救呼号，并与四艘罗慕伦战鸟交战。双方武器的交火诱发了克尔回线（Kerr Loop）的形成，破坏了时空的连续性。进取号-C穿越回线而来到2360年代中期，并由此产生了一条平行时间线：在该时间线的历史中，进取号-C在交战时失踪，而罗慕伦人摧毁了克林贡的前哨。这一系列事件导致了联邦与克林贡的战争，并在2360年代时，联邦已明显处于劣势。根據畢凱艦長描述，此時間線的星際聯邦已損失四百億人口及一半以上的星艦，並將在半年內投降。
时间上的易位，让进取号-C遇到了进取号-D。后者设法修理了前者的大部分损伤，并医治了它受伤的船员：当时进取号-C上有125名船员幸存。受到对时间敏感的吉南的影响，进取号-D的让吕克·皮卡尔舰长说服加勒特舰长从裂缝中返回，并寄望在保卫克林贡前哨站中牺牲的这艘联邦旗舰，能换来联邦与克林贡的和平。在恢复时间线前，加勒特在克林贡的一次袭击中牺牲。其余的船员与来自未来时间线的塔莎·叶上尉一道，在舵手理查德·卡斯蒂洛（Richard Castillo）中尉的率领下，驾驶星舰再度穿越裂缝。此行动将进取号-C带回了它在2344年于纳伦德拉III星消失的那一刻。最后，时间线被恢复，联邦与克林贡之间的那场战争从未发生，但进取号-C却被摧毁了。雖然營救最終失敗，但好戰克林贡認為进取号-C的牺牲是戰士的行為，大為賞識，值得尊重，為日後與聯邦結盟奠定了基礎。
罗慕伦人抓到了部分进取号-C上的生还者，其中包括塔莎·叶。后来她被迫怀上了一名罗慕伦将军的孩子，也就是后来的塞拉（Sela）。根據塞拉憶述，在塞拉四岁时，塔莎因企图逃跑被捕并被处决。

## 小说
加勒特与她的船员们还出现在《星际旅行》的小说《The Art of the Impossible》与《Well of Souls》中。《星际旅行：进取号日志》（Enterprise Logs）中还有描写加勒特与她的船员们的一个小故事。